# Livregementsbrigaden
Livregementsbrigaden var ett infanteri- och kavalleriförband inom svenska armén som verkade i olika former åren 1791–1815. Förbandet var indelt och rekryterade i huvudsak sitt manskap från östra Svealand.

## Historik
Livregementsbrigaden bildades 1791 genom att Livregementet till häst omorganiserades och delades upp i tre kårer. Dessa var Livregementsbrigadens kyrassiärkår, som bestod av kompanierna som låg närmast huvudstaden och som utgjorde tungt kavalleri, Livregementsbrigadens lätta dragonkår som bestod av Örebro, Fellingsbro, Östra Närkes och Vadsbo kompanier och Livregementsbrigadens lätta infanteribataljon som bestod av kompanierna i Västmanland och från 1804 även Södermanlands kompani. Livregementsbrigadens lätta infanteribataljon omorganiserades 1796 till Livregementets grenadjärkår. 
Tre kompanier samlades på Utnäs Löt i slutet av sommaren för att genomgå generalmönstring och omorganiseras till en inom en brigad självständig lätt infanteri- och jägarbataljon. En förbandschef hade tillsatts genom transport av en ryttmästare från Savolax Fotjägarregemente. Flera tjänstebyten genomfördes och räfflade gevär, så kallade studsare, utdelades. En vecka senare samlades fem kompanier till häst "i full parad med kyller och harnesk" vid Järva för att dra genom Stockholm till Gärdet där generalmönstring genomfördes av dem, och de omorganiserades till en inom en brigad självständig kyrassiärkår. 
Fyra kompanier lätta dragoner var under hemtransport från Finland. Dessa kom senare att generalmönstras och omorganiseras till en lätt dragonkår, med specialvapen och specialhästutrustning. Man mönstrade vid samma tillfällen även Lifregementets vargering (värnpliktigt förstärkningsmanskap), vilket gjorde att personalstyrkan uppgick till hela 1 200 man fast anställda och lika många vargering, totalt omkring 2 200 man jämte hästar och officerare. År 1815 upplöstes brigaden och dess ingående förband blev istället självständiga förband.

### Bilder

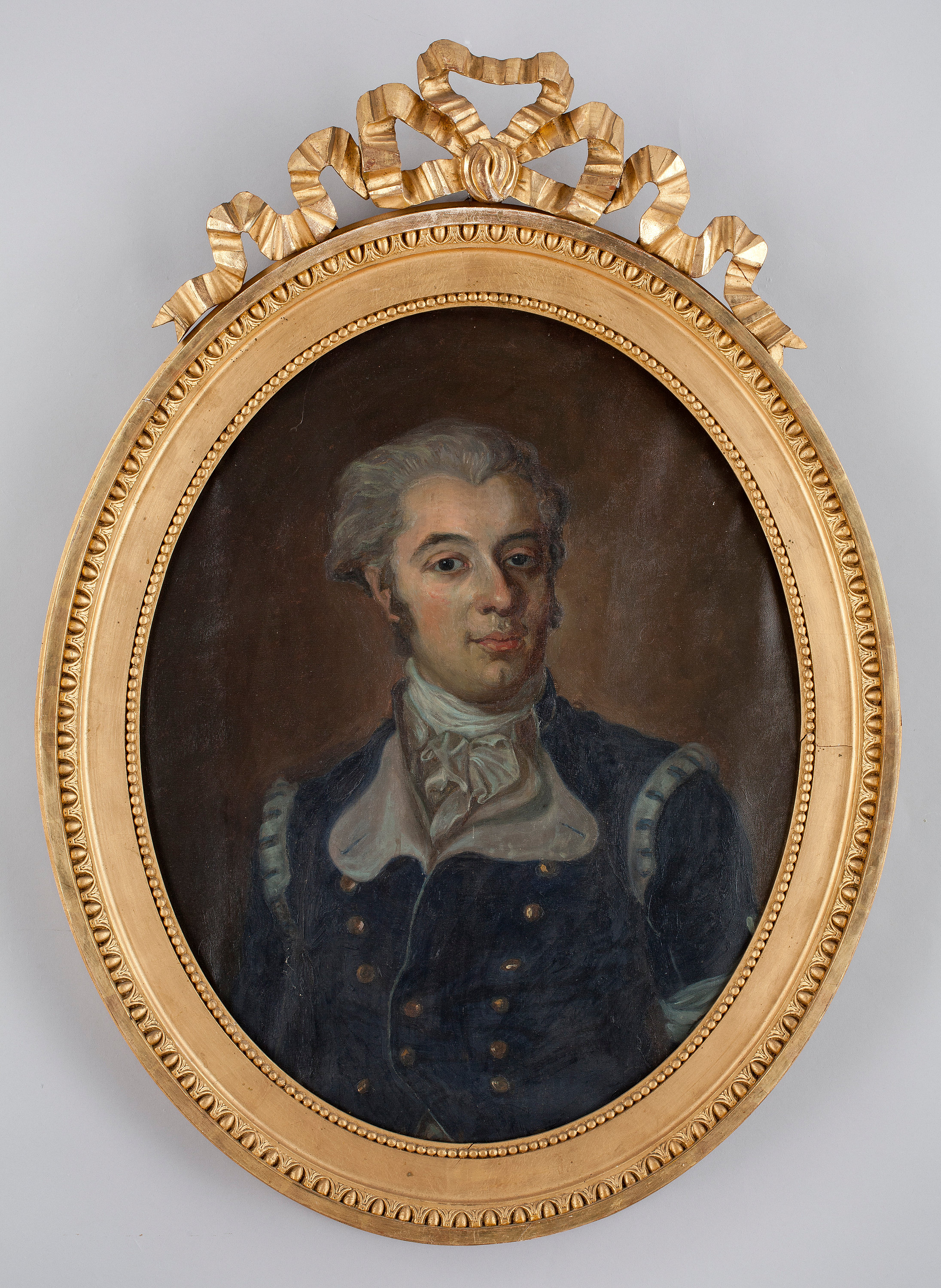
Elof Ihre iklädd regementets uniform m/1792 såsom stabslöjtnant vid kyrassiärkåren.
Uniform m/1792 för Livregementets lätta infanteribataljon
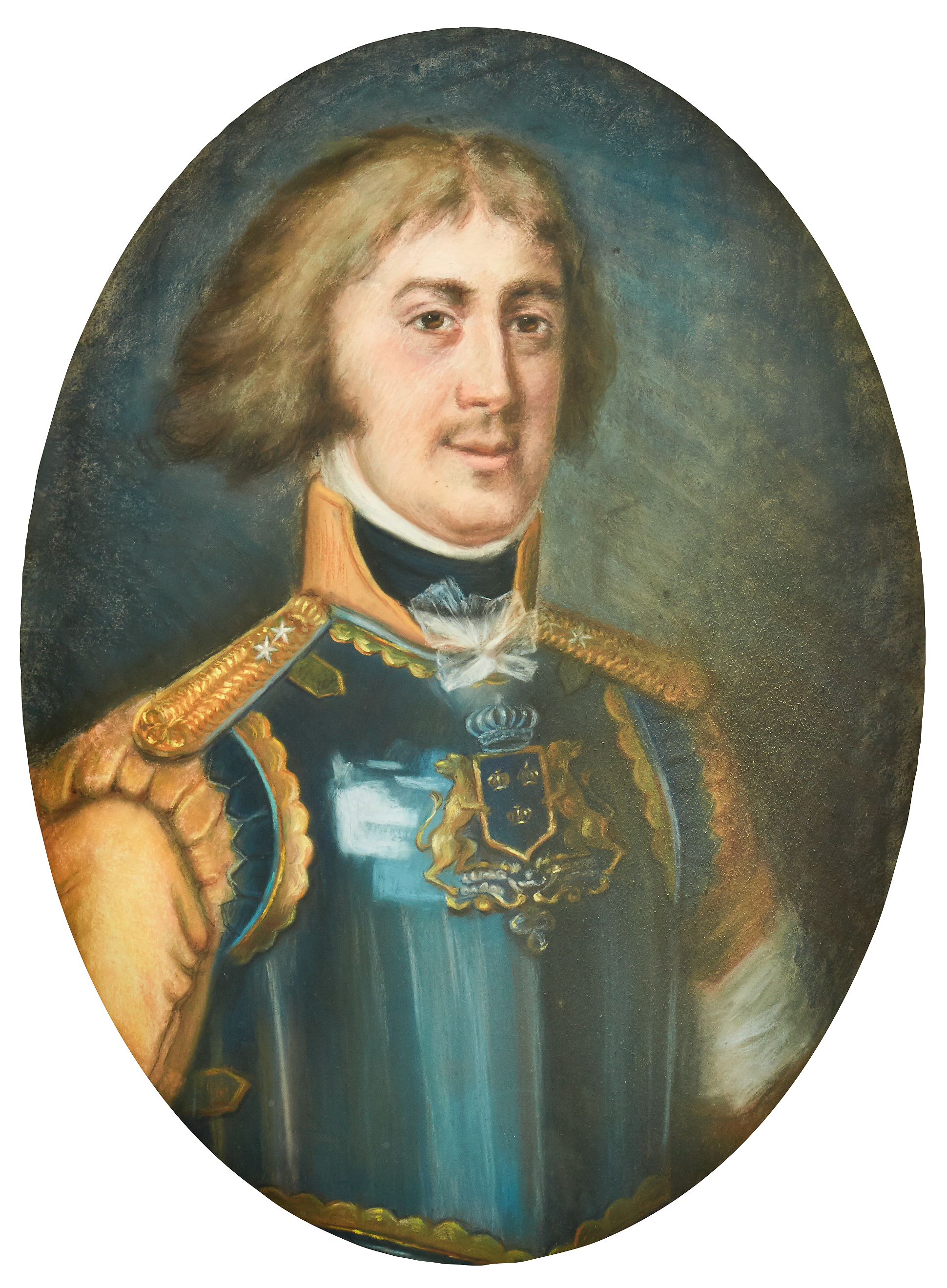
Johan Wilhelm Liljencrantz iklädd regementets uniform med kyller, harnesk och epåletter för en ryttmästare, på en målning från ca 1795 av Jonas Forsslund.
Uniform m/1796 för Livregementets husarkår
Uniform m/1796 för Livregementets dragonkår
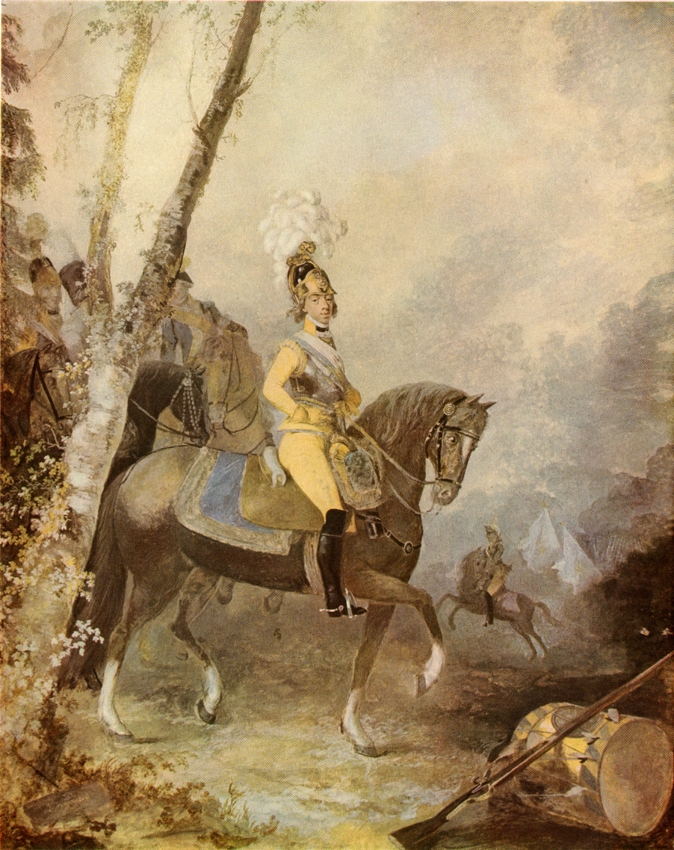
Gustav IV Adolf iklädd  Livregementsbrigadens kyrassiärkårs uniform, porträtt från 1800 av Niklas Lafrensen.
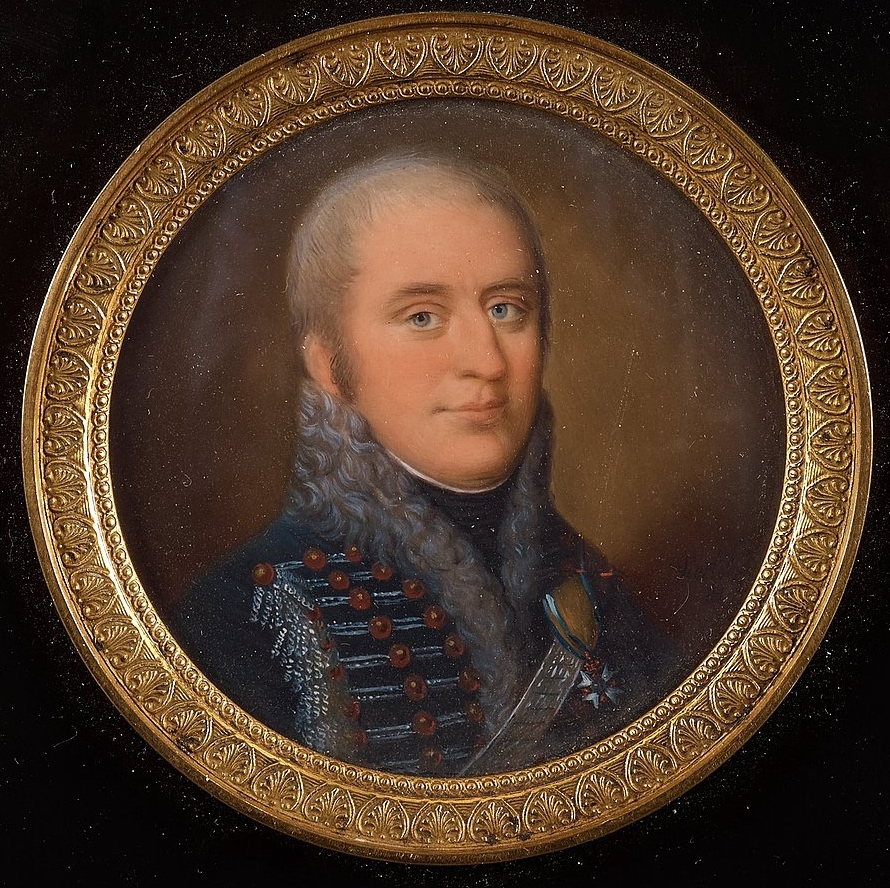
Premiärmajor Jakob Otto Cronstedt iklädd husarkårens uniform ca 1805. Porträtt av Carl Viertel.
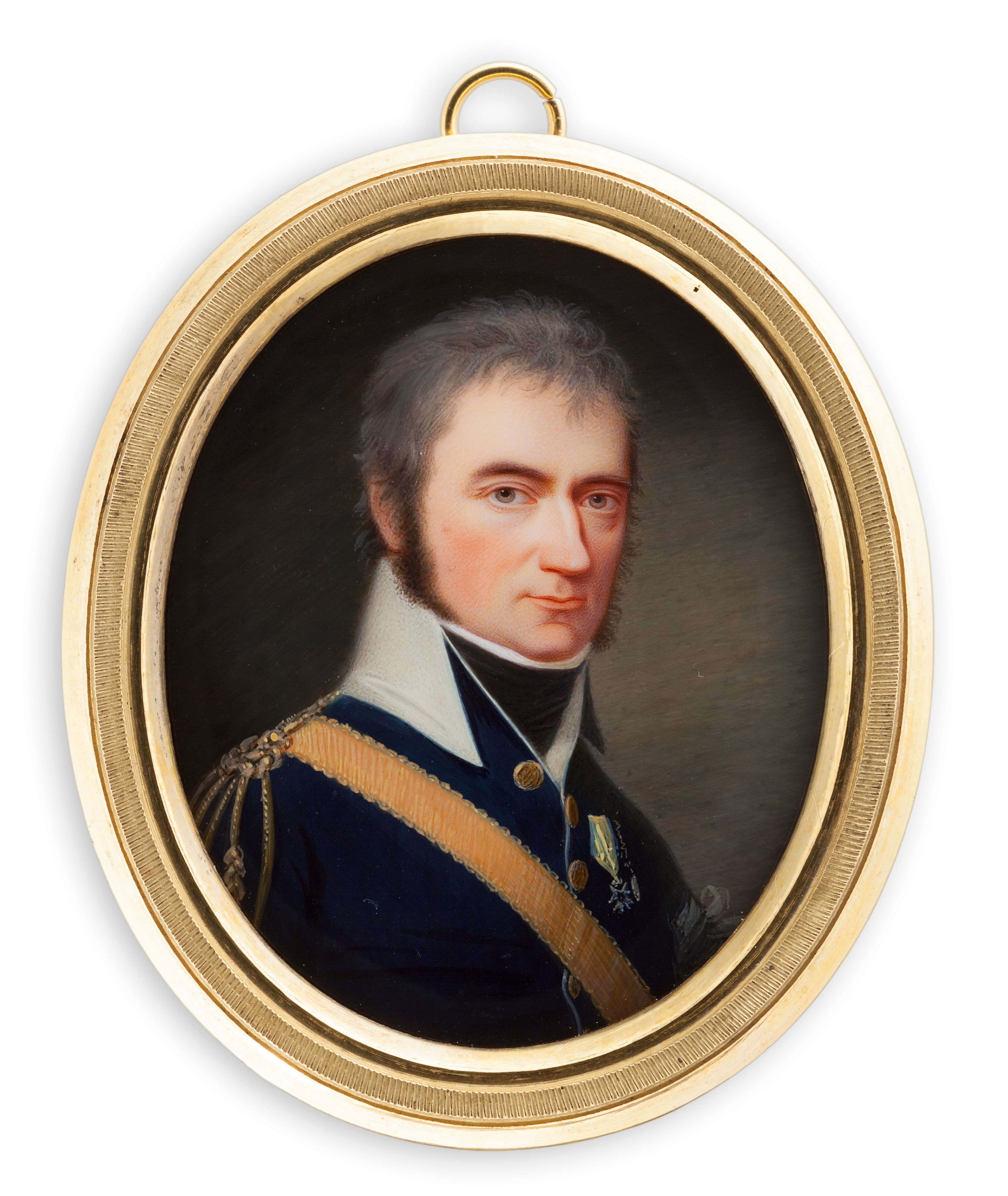
Premiärmajor Johan David Silfverstolpe i regementets uniform m/1806. Avporträtterad ca 1806 av Johan Erik Bolinder.
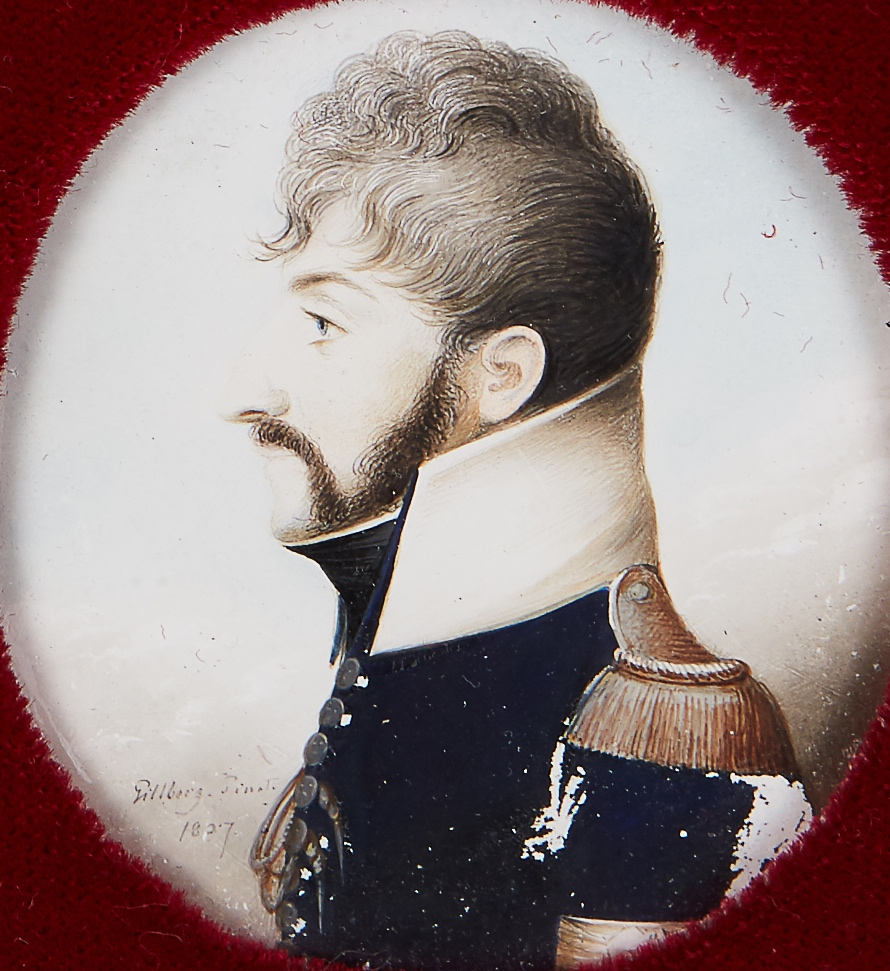
Ryttmästaren Lars Gabriel Silfverstolpe iklädd uniform m/1806 för Livregementets kyrassiärkår. Porträtt från 1807 av Jacob Axel Gillberg.
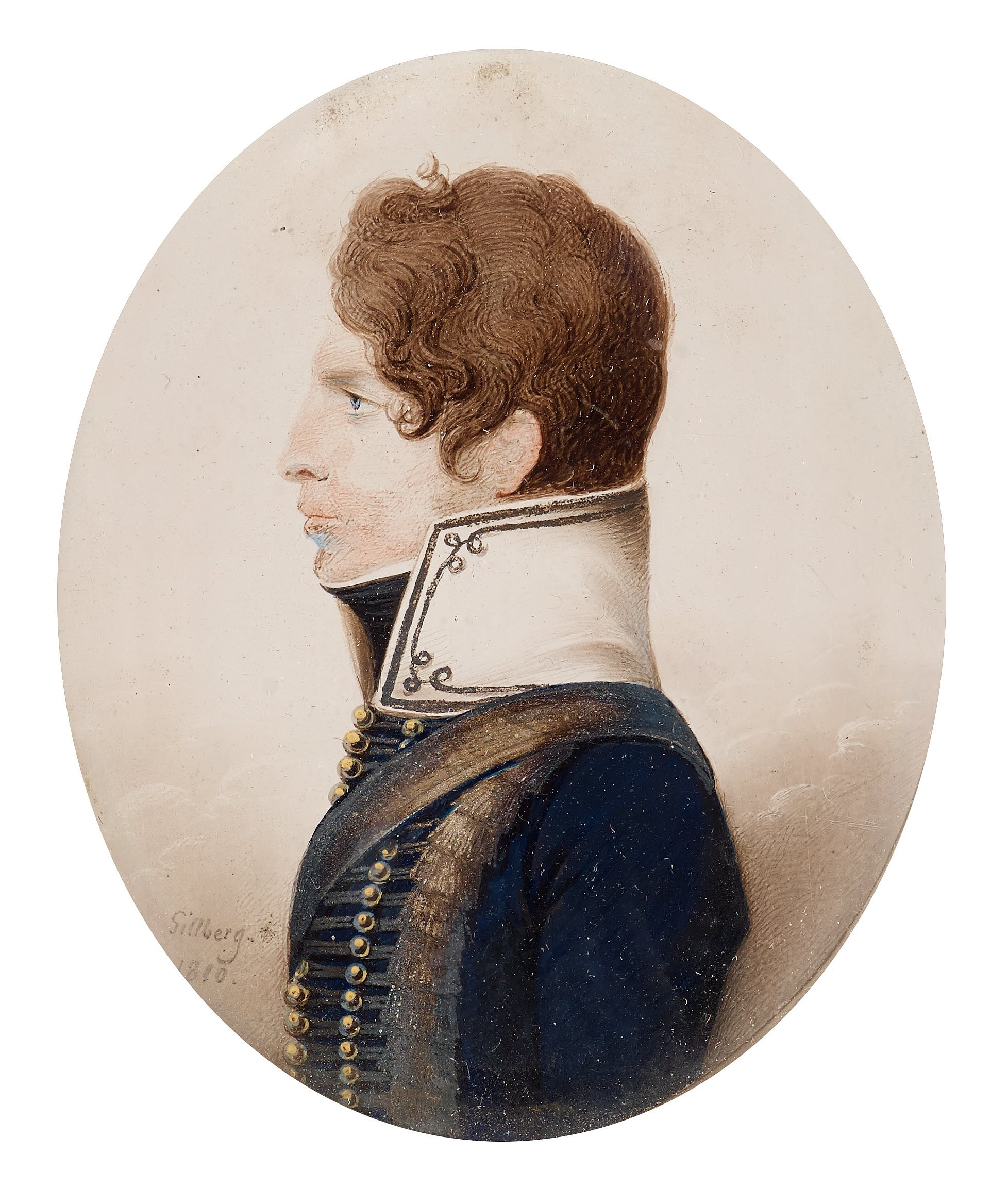
Ture Gustaf von Essen iklädd uniform för en kornett i husarkåren. Målning från 1810 av Jacob Axel Gillberg.

## Ingående enheter
Vid bildandet av Livregementsbrigaden bestod den av tre kårer fördelade på både infanteriet och kavalleriet. 
Livregementsbrigadens kyrassiärkår bestod av kompanierna som låg närmast huvudstaden och som utgjorde tungt kavalleri. År 1815 blev kåren självständig och ändrade namn till Livregementets dragonkår, vilket i sin tur 1893 ändrades till Livregementets dragoner.
Livregementsbrigadens lätta dragonkår bestod av Örebro, Fellingsbro, Östra Närkes och Vadsbo kompanier. År 1815 blev kåren självständig och fick namnet Livregementets husarkår.
Livregementsbrigadens lätta infanteribataljon bestod av kompanierna i Västmanland och från 1804 även Södermanlands kompani. Den bytte 1795 namn till Livregementsbrigadens lätta infanterikår och 1808 till Livregementsbrigadens grenadjärkår. Bataljonen omorganiserades 1815 till Livregementets grenadjärkår.

## Förbandschefer
Sekund- och regementschefer verksamma vid Livregementsbrigaden. 

### Regementschefer
- 1791–1815: Hertig Carl av Södermanland

### Sekundchefer vid livregementets lätta dragonkår
- 1791–1793 Nils Silfverskiöld
- 1793–1796 David Stierncrona
- 1796–1801 Isaac Lars Silfversparre
- 1801–1815 Johan Gabriel Aminoff

### Sekundchefer vid Livregementsbrigadens kyrassiärkår
- 1792–1796 Pehr Lagerhjelm
- 1796–1808 David Stierncrona
- 1808–1815 Ulrik Gyldenstolpe

### Sekundchefer vid Livregementsbrigadens lätta infanterikår (från 1808 grenadjärkår)
- 1795–1808 Christoffer Freijtag
- 1808–1812 Axel Otto Mörner
- 1812–1815 Carl Ulrik Ridderstolpe

## Namn, beteckning och förläggningsort
| Livregementsbrigaden | 1791-??-?? | – | 1815-12-15 |

| Utnäslöt | 1791-??-?? | – | 1815-12-15 |